# تپه چپ دره
تپه چپ دره مربوط به دوره پارت - دوره ساسانی است و در شهرستان تکاب، بخش مرکزی، دهستان کرفتو، روستای چپ دره واقع شده است. این اثر در تاریخ ۳۰ دی ۱۳۸۵ با شمارهٔ ثبت ۱۶۷۵۷ به عنوان یکی از آثار ملی ایران به ثبت رسیده است.